# Isolotto di Spano
L'isolotto di Spano (in corso Spanu) è un'isola disabitata parte del comune di Lumio.

## Geografia
L'isolotto di Spano è situato a nord-est di Lumio, a meno di cento metri dalla punta costiera di Spano. 
L'isolotto, di forma allungata, possiede a nord un piccolo isolotto e degli scogli attorno alla sua estremità orientale.